# Söderdalen
Söderdalen är ett bostadsområde i kommundelen Jakobsberg i Järfälla kommun. Det nya bostadsområdet var innan plats för flera företagslokaler i ett industriområde. När hela området är färdigbyggt kommer det finnas över 1250 lägenheter.
Längs Bällstaån i södra Jakobsberg växer en helt ny stadsdel fram. Under de närmaste åren kommer ett uttjänt industriområde att förvandlas till ett femtontal bostadskvarter med sammanlagt cirka 1 250 lägenheter. Husen i Söderdalen kommer att ligga i en grön parkmiljö med grönområden och vattenspeglar. Med i planerna för området finns även lokaler för närservice och olika typer av mötesplatser, samt två förskolor.